# Конфлікт у Маніпурі 2023
3 травня 2023 року в індійському північно-східному штаті Маніпур спалахнув міжетнічний конфлікт між народом Мейтхеї (Маніпурі), більшість якого проживає в долині Імфал, і племінною громадою Кукі з навколишніх пагорбів. Станом на 29 липня внаслідок насильства загинула 181 людина. Понад 300 поранених, і приблизно 54 488 переміщених осіб.

## Опис подій
Конфлікт у Маніпурі почався через напруженість між двома громадами — Мейтхеї і Куки. Напруженість між цими громадами існувала вже довгий час, але конфлікт загострився після судового рішення в березні, яке надало більшості (Мейтхеї) статус «реєстрового племені». Це рішення викликало протести, переважно з боку студентських груп Куки, і в результаті конфлікт переріс у насильство.
Штат розділився вздовж етнічних ліній: Мейтхеї в долині та Кукі на пагорбах, захищаючи свою територію від жорстоких натовпів, із буферною зоною, створеною посередині. Увійти на територію ворогуючого племені незабаром вважалося смертним вироком. Протестанти мають тисячі одиниць зброї, викраденої з поліційних і армійських казарм.
Реакцію уряду на конфлікт сприйняли як досить обережну і розкритикували. Прем'єр-міністр Нарендра Моді тривалий час мовчав щодо конфлікту і не відвідав Маніпур після початку насильства. Лише після того, як вірусне відео з двома жінками Куки, які були зґвалтовані Мейтхеї, викликало обурення по всій країні, Моді висловив своє обурення цим інцидентом. Однак його критикують за те, що він не звернувся до ширшого конфлікту або не згадав про загиблих у боях.
Міністр внутрішніх справ Індії, Аміт Шах, відвідав Маніпур наприкінці травня, але не зміг домовитися про перемир'я між групами або зібрати обидві сторони для переговорів. Куки відмовилися взаємодіяти з «комітетом миру», створеним Шахом, заявляючи, що він контролюється Мейтхеї.
4 травня індійський уряд намагаючись стримати насильство вимкнув у штаті Інтернет. Індійська влада каже, що відключення Інтернету, як у Маніпурі, зроблено для збереження миру, зупинки поширення дезінформації в Інтернеті та відновлення контролю. Експерти кажуть, що вони мають протилежний ефект. Вони дозволяють залишати безкарними злочини та тих, хто їх не переслідує. Якби місцеві жителі Маніпуру змогли привернути увагу до ситуації, яка вийшла з-під контролю, анархії, що виникла далі, можна було б уникнути. Правозахисні групи заявили, що не можуть зібрати докази порушень або поширити їх колегам за кордоном.